# Dagny-Lambercy
Dagny-Lambercy é uma comuna francesa na região administrativa de Altos da França, no departamento de Aisne. Estende-se por uma área de 10,04 km². Em 2010 a comuna tinha 129 habitantes (densidade: 12,8 hab./km²).